# 50-я улица (Манхэттен)
50-я улица (англ. 50th Street) — улица, расположенная в нью-йоркском районе Манхэттен. Она простирается на восток, с 12-й авеню до Бикман-Плейс. На ней располагается автобусная линия М50.

## Достопримечательности

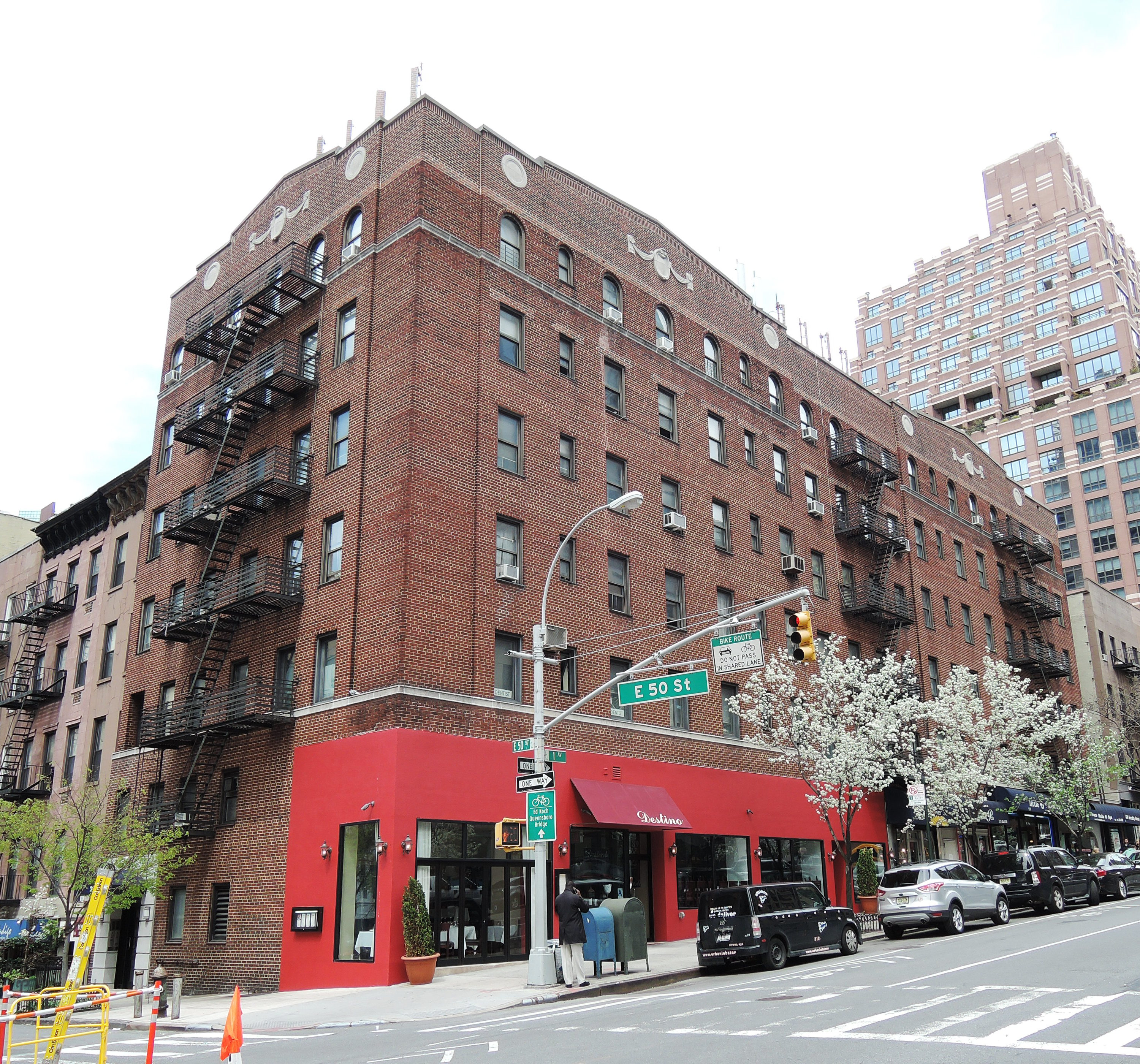
Многоквартирный дом, расположенный на 50-й улице

Среди достопримечательностей — отель Уолдорф-Астория, Рокфеллеровский центр, Радио-сити-мьюзик-холл и Уорлдвайд-Плаза 1. Здание Парамаунт-плаза было показано в фильме «Немое кино».
15 марта 2008 года на 51-й улице произошло обрушение крана, которое унесло жизни четырех рабочих и разрушило небольшой многоквартирный дом на 50-й улице. Один человек погиб. Семнадцать человек получили ранения.